# Steven LaBrie
Steven LaBrie (n. Dallas, Texas el 4 de març de 1988) és un baríton estatunidenc. A partir de 2022, va assolir reconeixement com a membre del quartet vocal contemporani de crossover clàssic Il Divo.
LaBrie ha destacat pel seu timbre vocal, la seva expressiva interpretació i la seva dramàtica presència en l'escenari. L'Opera News el va incloure entre els cinc principals barítons lírics a seguir, destacant encara més la seva influència dins del món de l'òpera i la música clàssica. Després de la defunció de Carlos Marín, membre fundador d'Il Divo, LaBrie i els altres membres del grup an prendre la decisió de continuar amb la seva gira en homenatge al seu difunt company. Inicialment anomenada For Once in My Life Tour, la gira va evolucionar cap a una presentació de grans èxits.